# Ancien jardin botanique de Munich

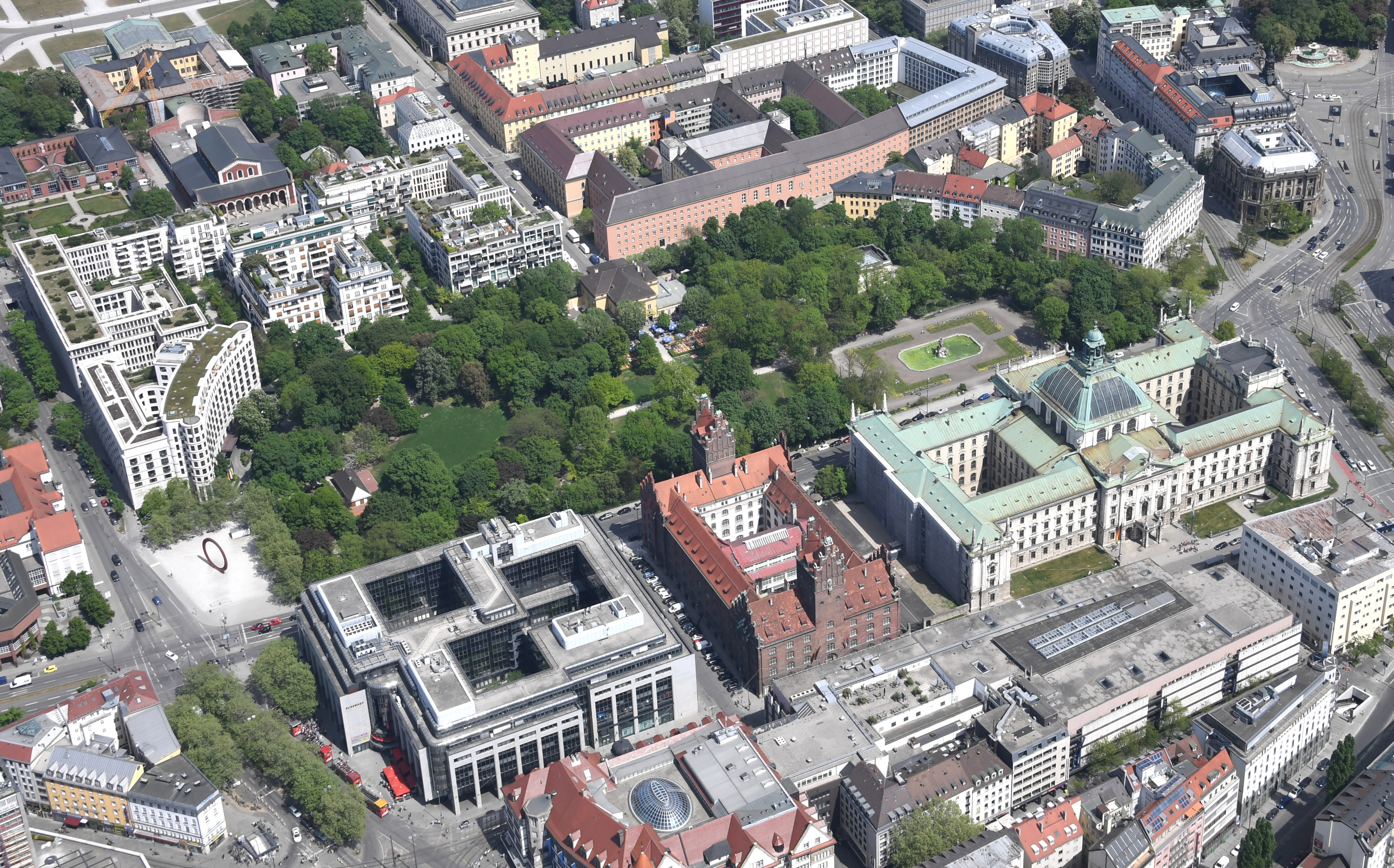
Vue aérienne de l'ancien jardin botanique

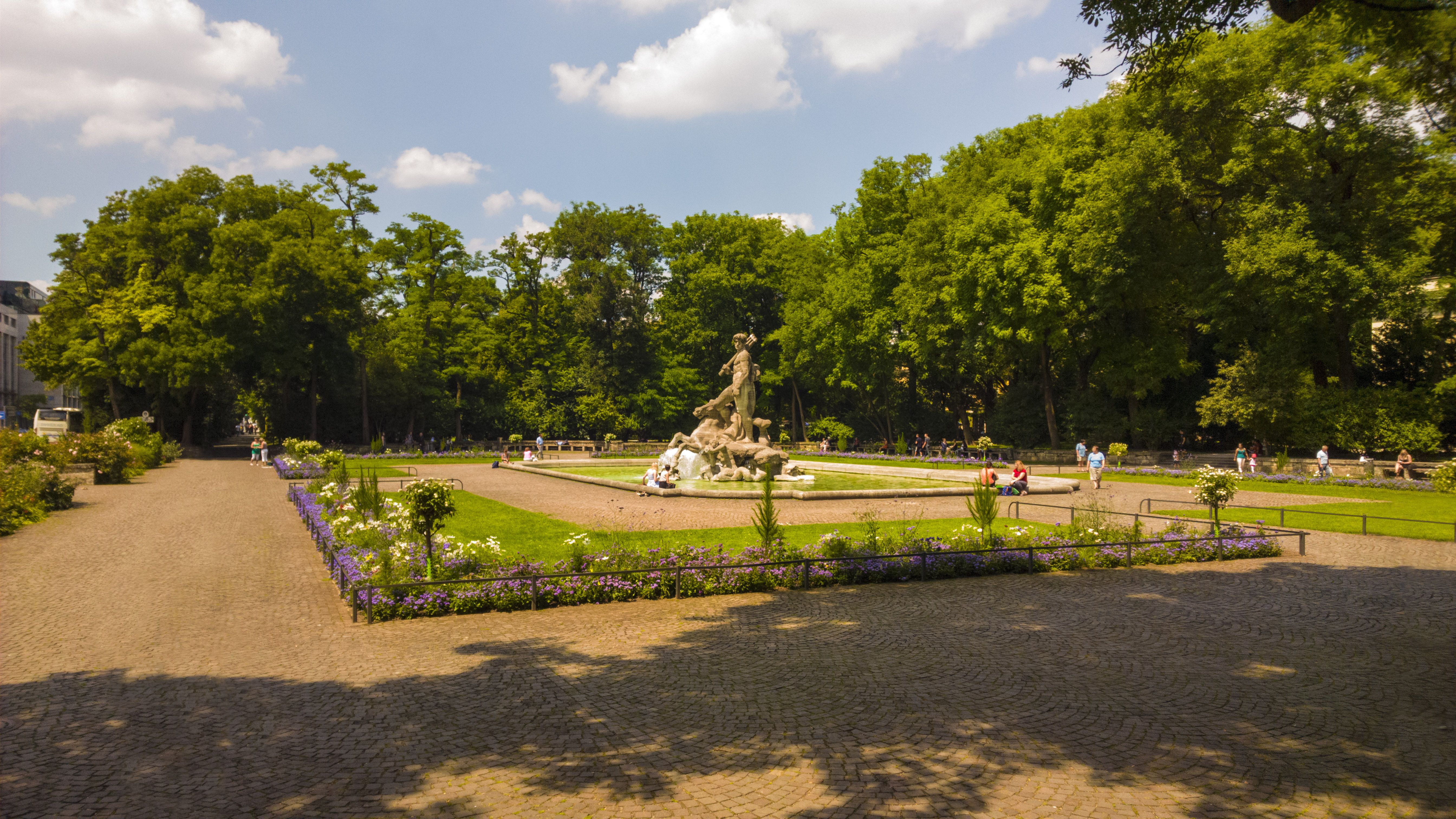
Ancien jardin botanique avec au centre la fontaine de Neptune

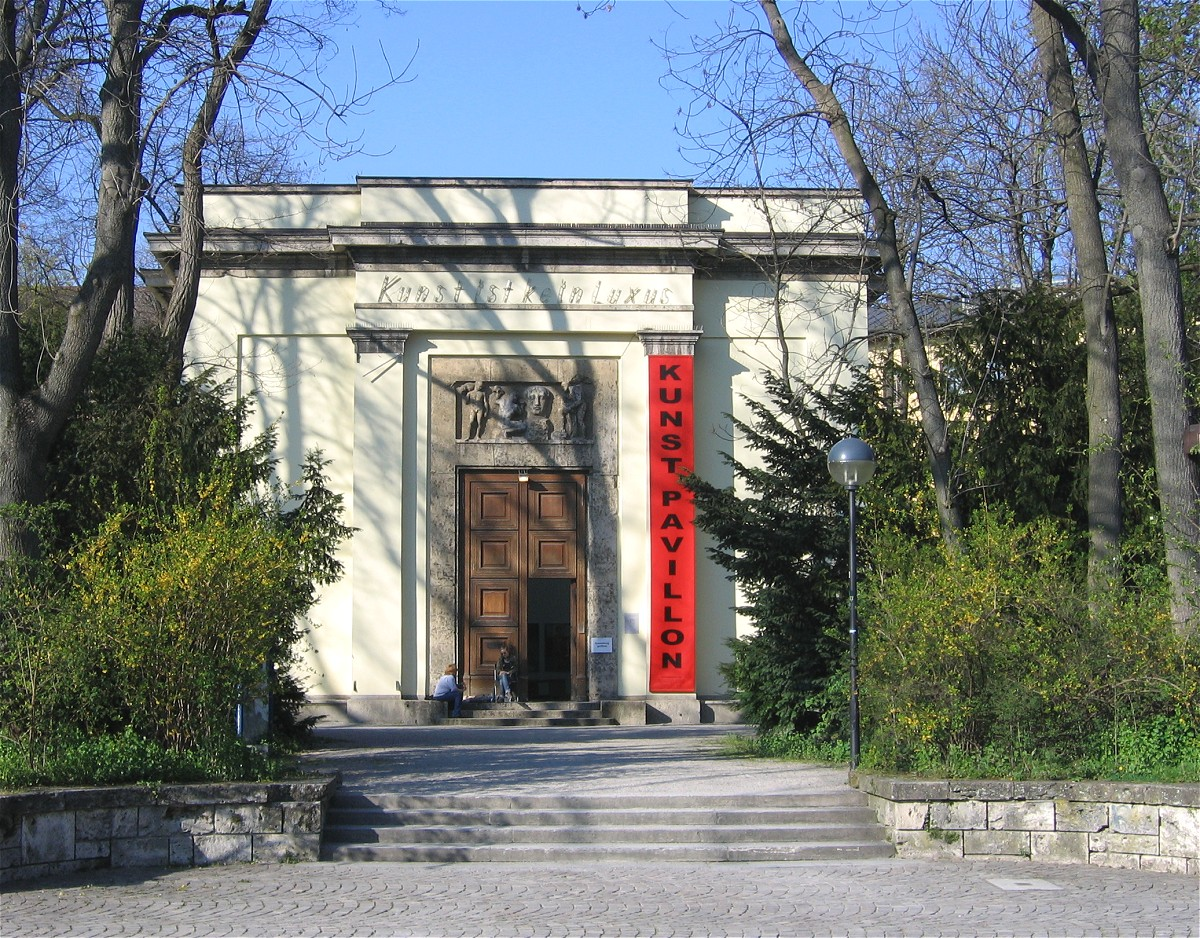
Pavillon des Arts

L'ancien Jardin botanique de Munich est situé sur la Lenbachplatz à Munich dans le quartier de la Königsplatz à Maxvorstadt. Il est maintenant un parc. Au sud,  se trouve le quartier du Palais de Justice, et au nord-ouest, l'Hôtel Charles. Le domaine occupe une superficie d'environ quatre hectares.

## Histoire
Il a été aménagé de 1804 à 1812 selon les plans de l'architecte paysagiste Friedrich Ludwig von Sckell. Il a ouvert en mai 1812. À cette époque, le jardin était sous la direction de Franz von Paula Schrank. Le portail d'entrée classique de la Lenbachplatz, construit en 1812 sur un dessin du maître d'œuvre portugais Emanuel Joseph d'Herigoyen, est le point de repère du jardin qui existe encore aujourd'hui. En 1854, le Palais des Glaces a été construit sur le côté nord du parc à l'occasion de l'Exposition industrielle internationale de Munich. Celui ci a été victime d'un important incendie en 1931. Dans les années 1931/32 et 1932/33, une patinoire a été construite à la place du Palais des Glaces, sur laquelle s'est tenue la finale du championnat allemand de hockey sur glace de 1933.
Après l'aménagement du nouveau Jardin botanique à Neuhausen-Nymphenburg aux portes de Munich en 1914, l'ancien jardin botanique a été réaménagé en parc en 1937 d'après un croquis de Paul Troost et des plans de l'architecte Oswald Bieber (de) et du sculpteur Joseph Wackerle (de). À cette occasion la fontaine de Neptune a été construite au milieu du complexe ainsi qu'un café de style historique, aujourd'hui Park Café. Un petit bâtiment d'exposition a également été édifié, il sera gravement détruit pendant la Seconde Guerre mondiale et reconstruit plus tard par des artistes de Munich qui se sont aidés. Le bâtiment, connu sous le nom de Kunstpavillon, est aujourd'hui utilisé par l'Association Gestion des Expositions Pavillon pour les expositions d'art visuel actuel.
De nombreux arbres exotiques rappellent encore la fonction originelle de l'Ancien Jardin Botanique.

## Photos

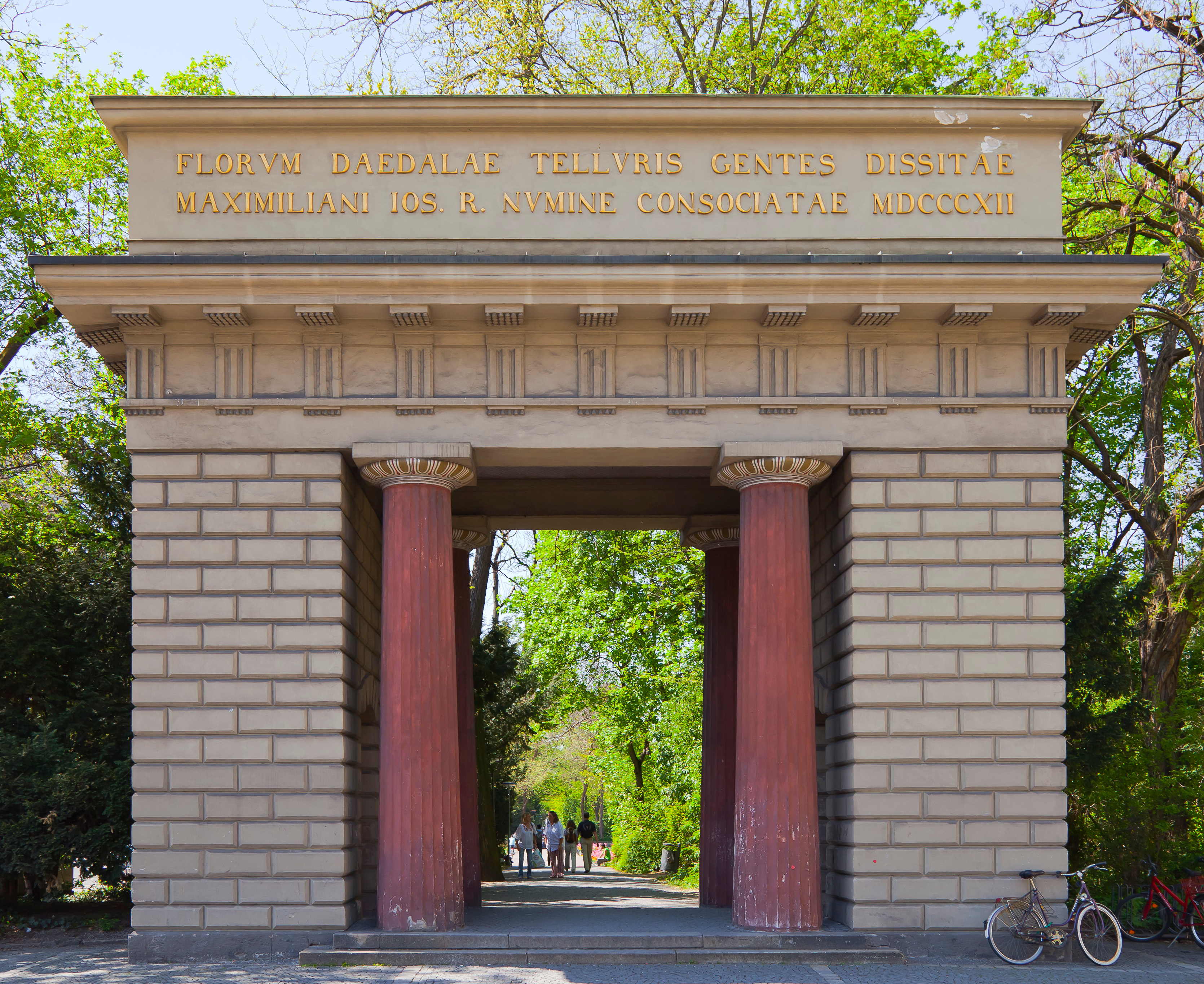
Portail d'entrée
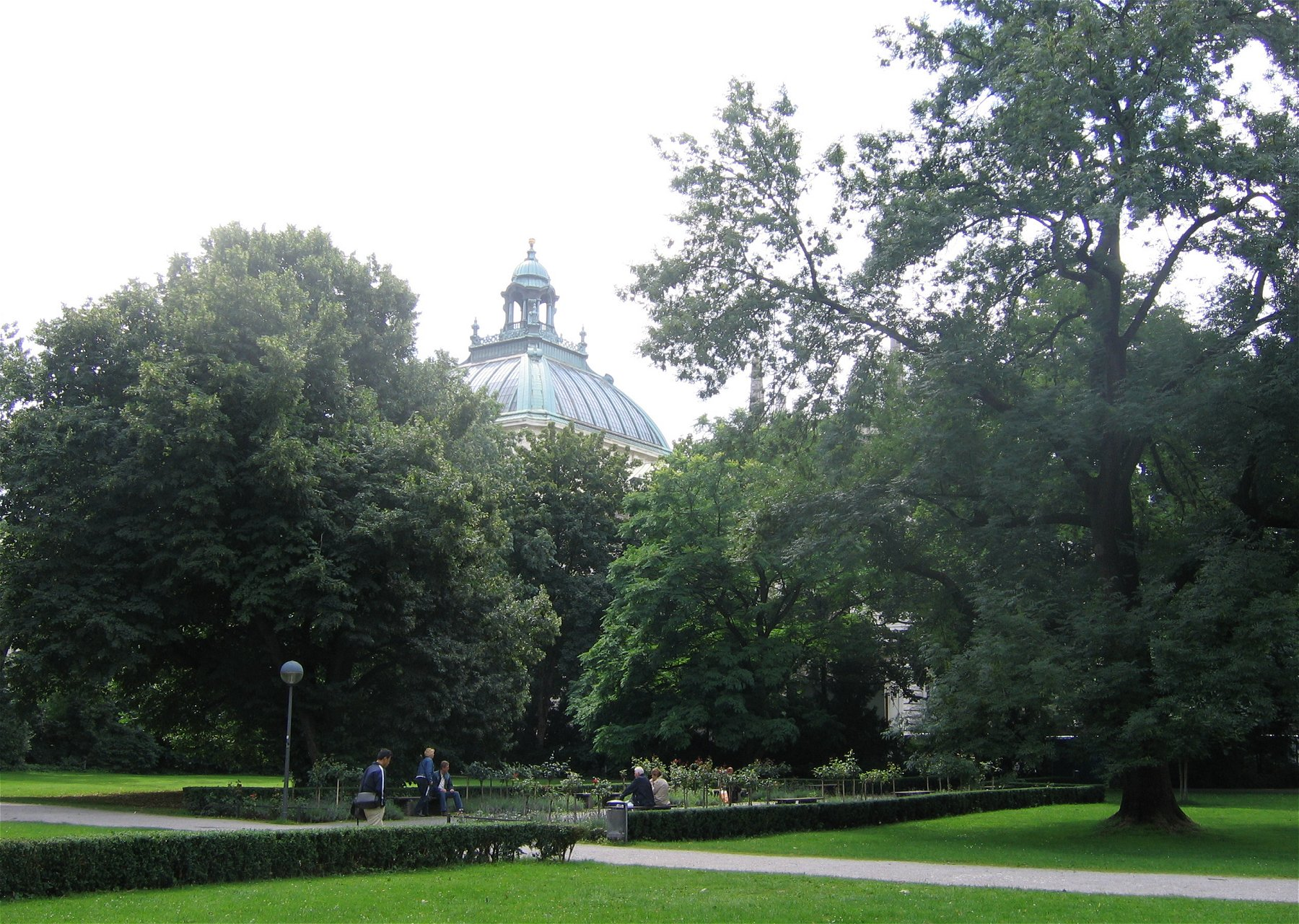
Ancien Jardin botanique
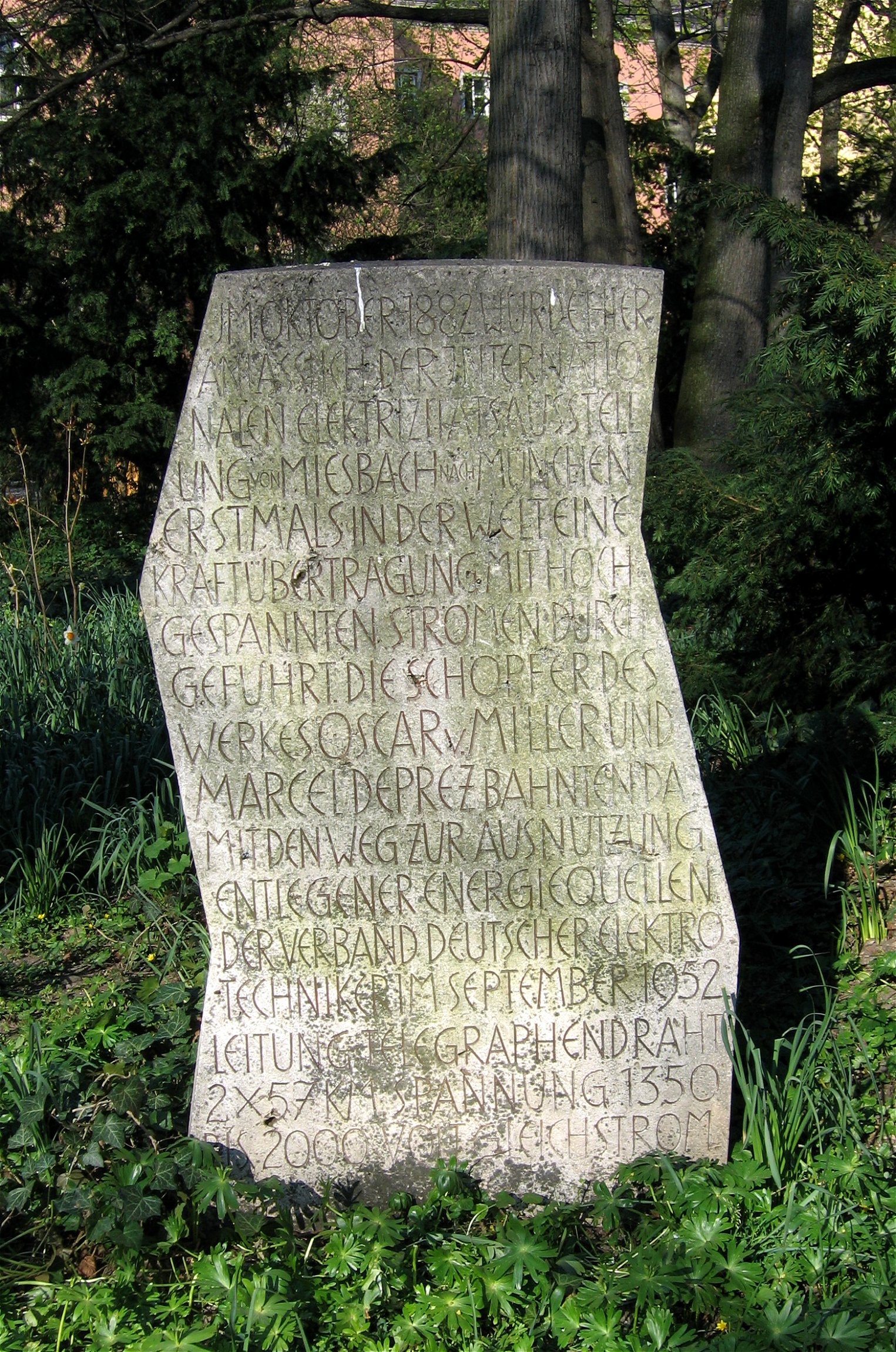
Pierre commémorative à la mémoire de la première transmission à courant continu (Miesbach–Munich) en 1882
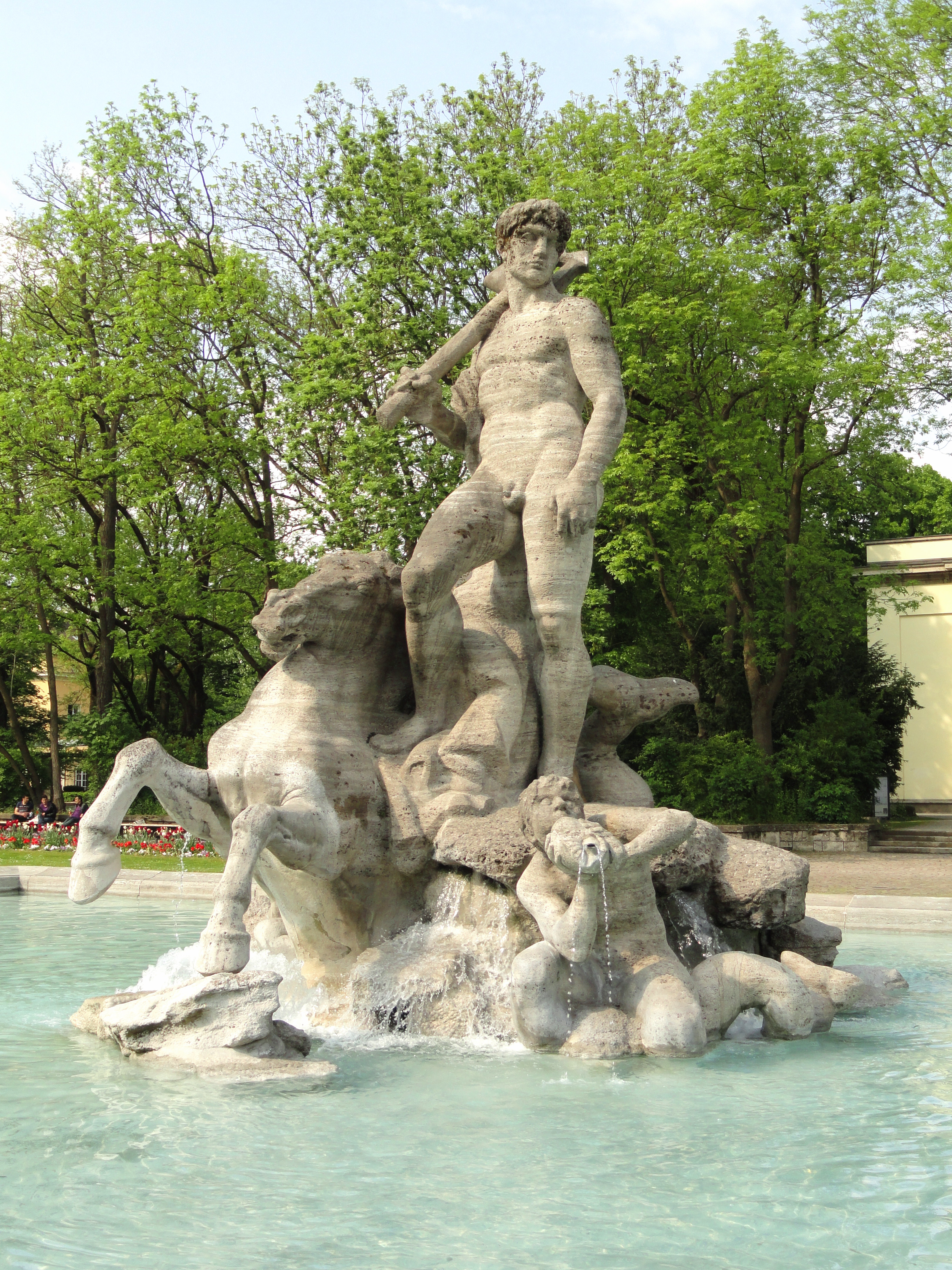
Fontaine de Neptune

## Littérature
- Margret Wanetschek: Grünanlagen in der Stadtplanung von München. 1790–1860. Neu herausgegeben von Klaus Bäumler und Franz Schiermeier. Franz Schiermeier Verlag (de), München 2005  (ISBN 3-9809147-4-7).
- Botanischer Garten München, hrsg. vom Botanischen Garten München und der Gesellschaft der Freunde des Botanischen Gartens, MünchenVerlag, München 2014  (ISBN 978-3-7630-4013-1).